# Tabernacolo di Salt Lake
Il Tabernacolo di Salt Lake (anche noto come Tabernacolo Mormone) è un luogo di culto della chiesa mormone situato nella Piazza del Tempio della città di Salt Lake City negli Stati Uniti.

## Descrizione

### Storia
Costruito negli anni '60 dell'Ottocento in soli tre anni e dotato di una caratteristica forma ad ellisse tridimensionale (cioè condivisa anche dalla forma del soffitto), a fine '800 era l'auditorium più grande degli Stati Uniti, capace di avere oltre 7000 posti a sedere (fino al restauro del 2007).
Dal pulpito del Tabernacolo hanno tenuto dei discorsi anche 12 presidenti degli Stati Uniti, l'ultimo dei quali è stato Jimmy Carter nel 1978.

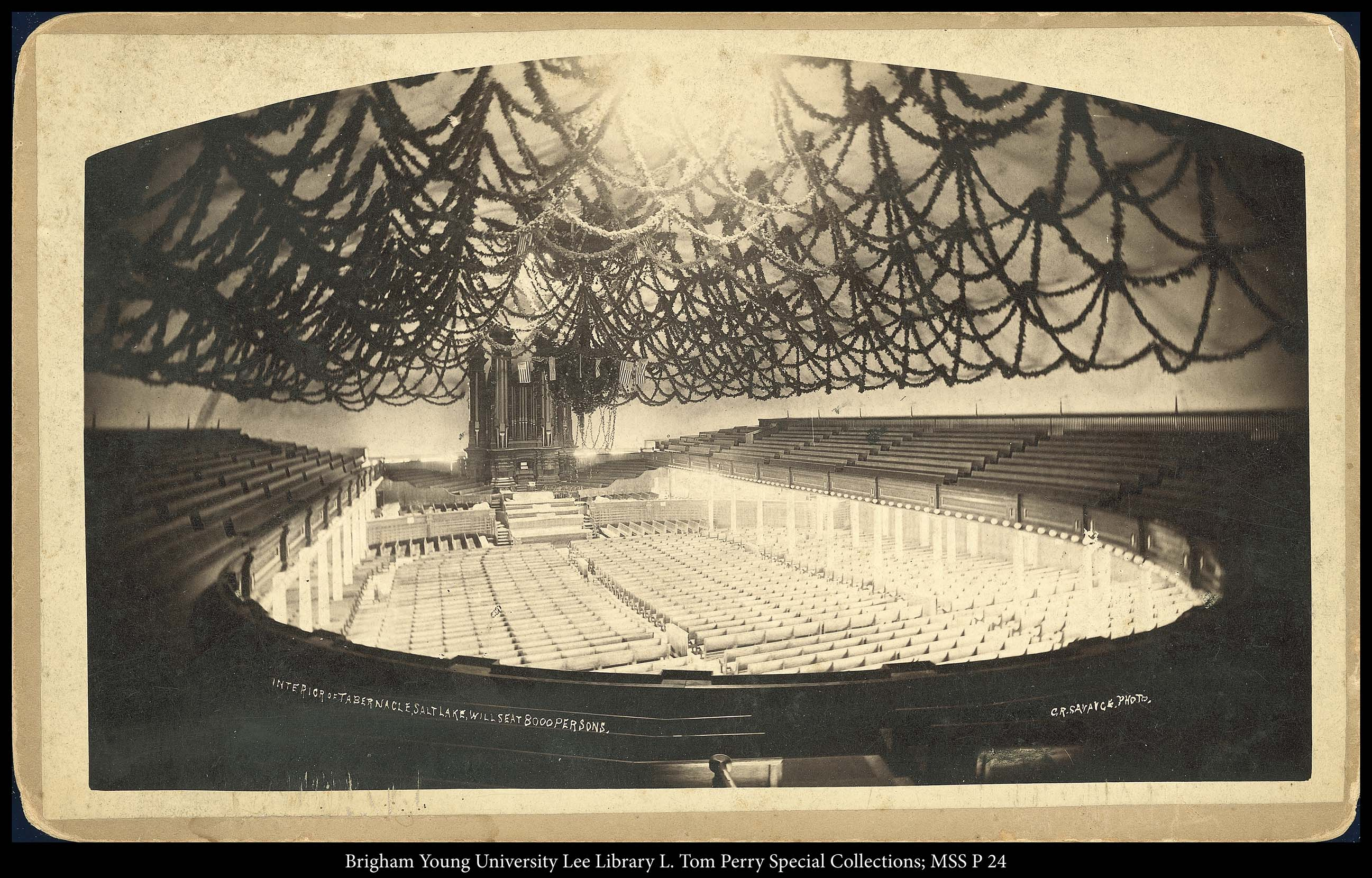
Interno del Tabernacolo, 1889.

Per oltre 130 anni è stato il luogo di riunione della conferenza generale semestrale della chiesa mormone, venendo nel 2000 trasferita nel nuovo LDS Conference Center, dalla ben più ampia capacità di posti. Fu anche la sede storica della Utah Symphony orchestra fino al 1979 ed è ancora oggi la sede della trasmissione tele-radiofonica Music & the Spoken Word, che diffonde interpretazioni e recite del coro del tabernacolo.
Nel 2007 il Tabernacolo è stato oggetto di un importante restauro, diventando anche un'attrazione turistica abbastanza visitata.

### Acustica e musica

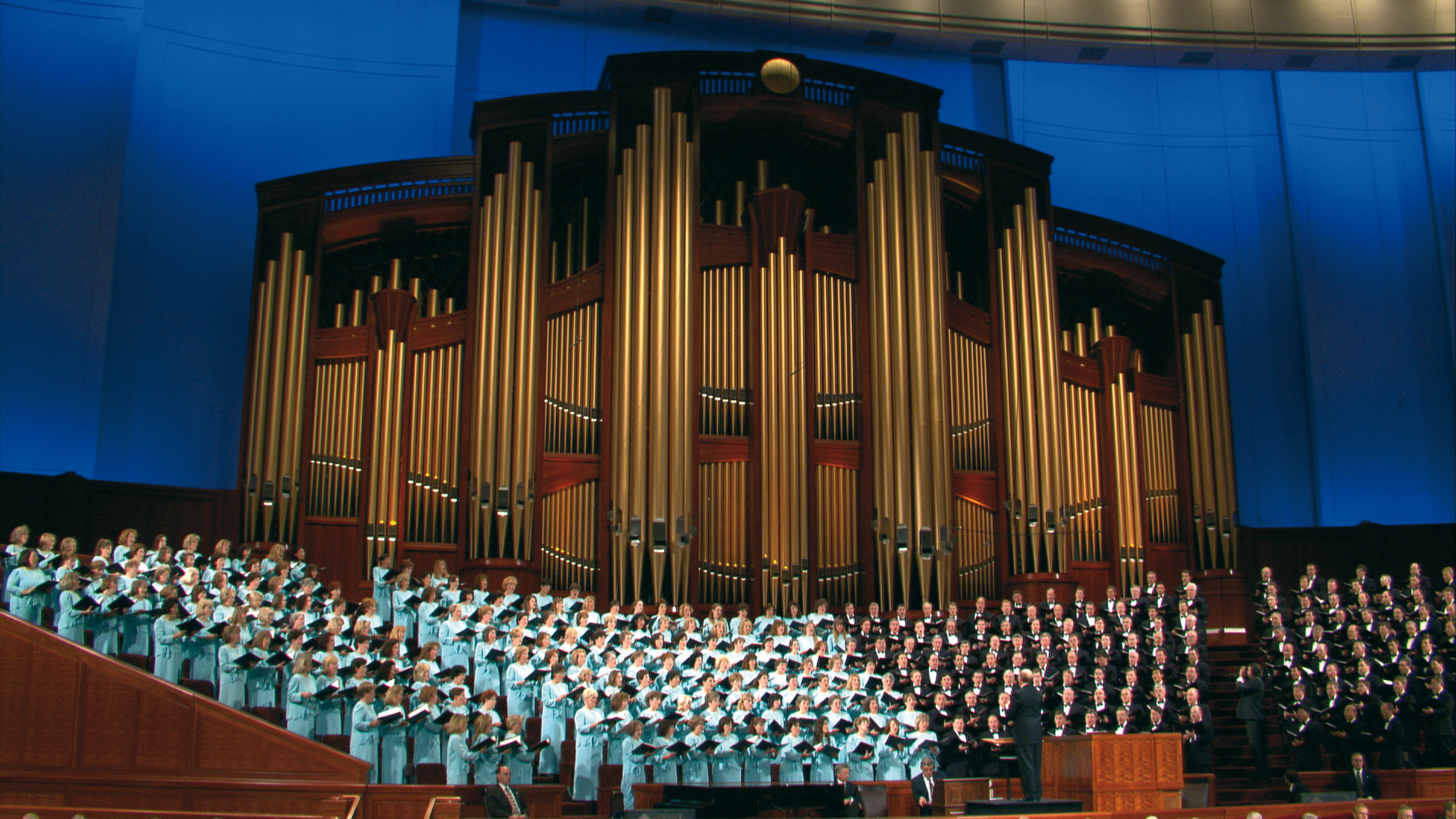
Il coro del Tabernacolo.

Costruito in un'epoca in cui ancora non erano stati inventati dispositivi anche analogici per la diffusione del sonoro, il Tabernacolo fu progettato con un'acustica eccellente. La forma ellissoidale ha permesso a tutti gli spettatori di poter sentire al meglio le funzioni religiose, con il pulpito posto in uno dei due fuochi.
Oltre alla particolare forma dell'edificio in sé, il Tabernacolo si distingue per il suo imponente organo, occupante tutta la parete fondale e ornato in stile neobarocco, e per il rinomato coro di voci miste.